# Pleurothallis montipelladensis
Pleurothallis montipelladensis là một loài phong lan bản địa Brasil được mô tả lần đầu bởi Frederico Carlos Hoehne vào năm 1929. Specklinia montipelladensis là một đồng âm.